# アウレリアヌス城壁
アウレリアヌス城壁（アウレリアヌスじょうへき、イタリア語: Mura aureliane）は、271年から275年、ローマ皇帝アウレリアヌスとプロブスの治世の間にイタリアのローマに建設された都市の城壁である。
ローマの七丘に加えてカンプス・マルティウスやテヴェレ川の右岸であるトラステヴェレ地区を囲んでいる。しかし、カンプス・マルティウスのテヴェレ川の河岸には何の防備もされていなかった。

## 概要
全周19kmで、13.7平方kmの領域を取り囲んでいる。壁はローマン・コンクリートを煉瓦で覆う形で作られており、厚さは3.5m、高さは8mで、100ローマンフィート (29.6m) ごとに塔がある。
5世紀には高さを倍増させ16mにする改修が行われた。紀元500年には、383の塔、7,020個の挟間胸壁の凹凸、18の大門、5つの通用口、116の公衆便所、2,066の大きな窓があった。

## 歴史

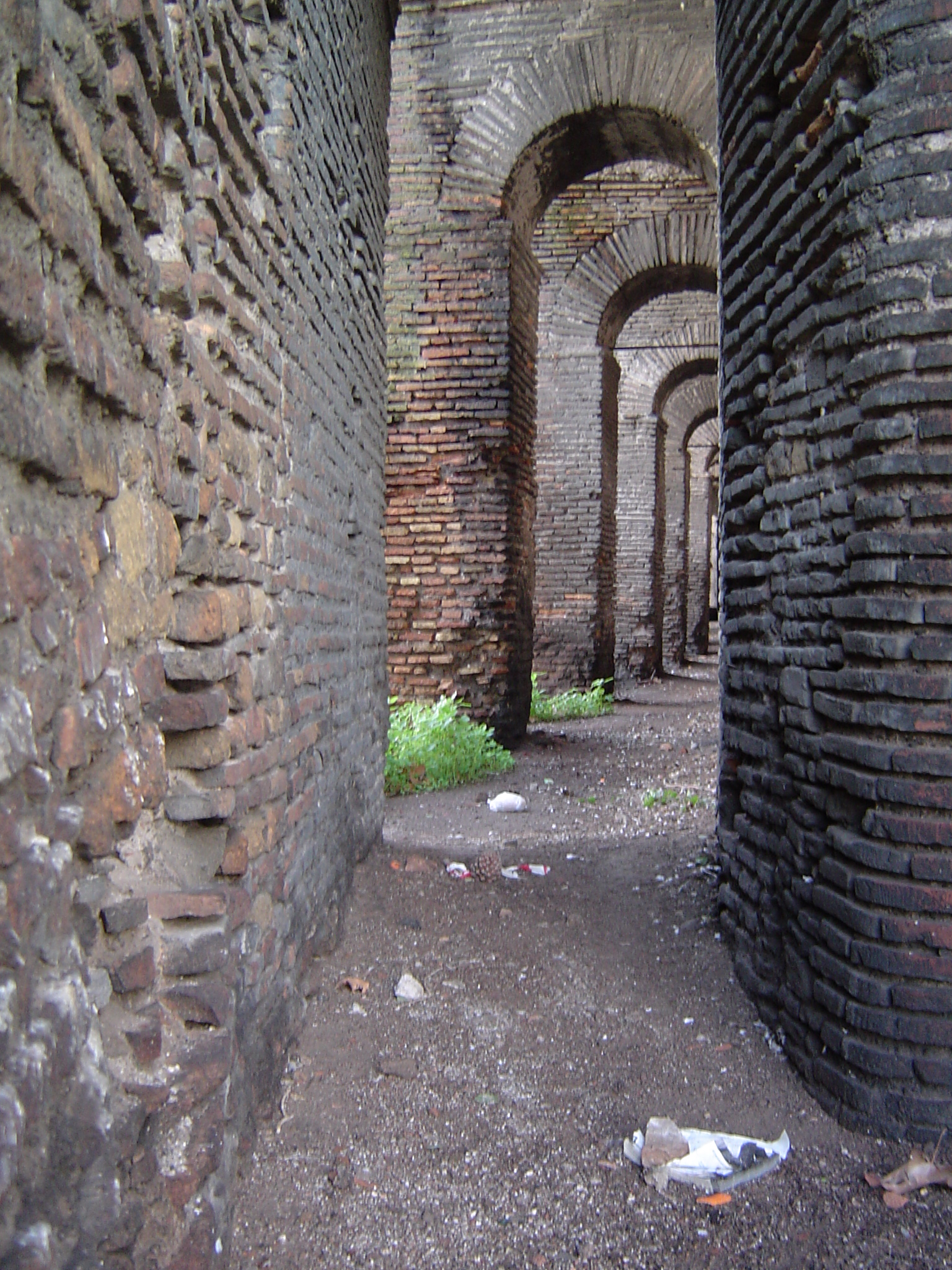
メトロニア門付近の歩哨通路

3世紀までにローマは古いセルウィウスの城壁で囲まれた領域よりも市街地が広がっていた。セルウィウスの城壁は共和政ローマ時代の紀元前4世紀末ごろに建設された城壁である。ローマはその後拡大し続け、数世紀に渡って事実上無防備だった。3世紀の危機の時代、北方から異民族が侵入してくるようになり、ローマ軍がそれを防いでいたが、より防御が必要となってきた。270年、アラマンニ族とヴァンダル族が北イタリアを侵略し、ローマ軍はプラケンティア（現ピアチェンツァ）で大敗を喫した。その後271年の夏にはローマで労働者の反乱が起きた。その戦いの中で数千人が命を落とした。
アウレリアヌスが城壁の建設を急いだのは、この270年に始まった異民族の侵略への対策のためである。歴史家セクストゥス・アウレリウス・ウィクトルは、これをローマの脆弱性を多少なりとも解決するためのものだったと明記している。それはまた、アウレリアヌスが皇帝として権力を握ることに対して、市民がそれを支持し続けることをアウレリアヌスが信じているという政治的合図でもあった。城壁建設は当時のローマでは最大の建設事業であり、ローマ帝国の強大さが続くことを示していた。
城壁は5年という驚異的な短期間で完成したが、アウレリアヌスはその完成前に亡くなった。工事を短縮し資金を節約するため、既存の建築物を城壁に組み込んだ。例えば、カストレンセ円形闘技場、カストラ・プラエトリア、ガイウス・ケスティウスのピラミッドなどがあり、マッジョーレ門付近のローマ水道であるクラウディア水道の一部も城壁の一部とされた。全周の最大6分の1で既存の建築物を城壁の一部としたと見られている。城壁のすぐ内側は整地され、非常時に兵を迅速に配置できるよう歩哨通路が建設された。
ローマの守備隊は城壁の規模に対して人数が少なく、この城壁が実際役に立ったかどうかは疑わしい。プラエトリアニ、cohortes urbanae、vigiles というローマにいる軍勢を全部合わせても2万5千人であり、城壁の全周の防備には明らかに人数が足りない。しかし、この城壁は長期の攻囲戦を意図したものではない。異民族の軍勢は食料供給が十分ではないため、都市を取り囲むような戦法を採らなかった。むしろ、防御が弱いところを狙って電撃的な攻撃を加えることが多かった。城壁は、そのような戦法への対策だった。
マクセンティウスは城壁の一部の高さを倍増させ、監視塔も改良した。401年、ホノリウスの時代にも城壁と門を改修している。このとき、テヴェレ川対岸にあったサンタンジェロ城も防御用の要塞として城壁に組み込まれた。545年、東ゴート王国のトーティラ王は城壁を破壊し、ゴート戦争で東ローマ帝国がローマを防御する可能性をつぶそうとした。プロコピオスによれば、このとき城壁の3分の1が破壊されたという。

## 後世における利用
アウレリアヌス城壁はその後もローマ最大の軍事的防御として使われ続け、歴代ローマ教皇により補修が続けられていたが、1870年9月20日、イタリア王国のベルサリエリがピア門の近くの城壁を破壊して、ローマを奪還した。また、19世紀まではこの城壁がローマ市の境界線とされていた。
アウレリアヌス城壁は19世紀まで実際に使われていたため、現在もかなりの部分が保存されている。サン・セバスティアーノ門の近くにはムゼオ・デッラ・ムーラ (Museo delle Mura) という博物館があり、城壁についての様々な展示をしている。

## 門

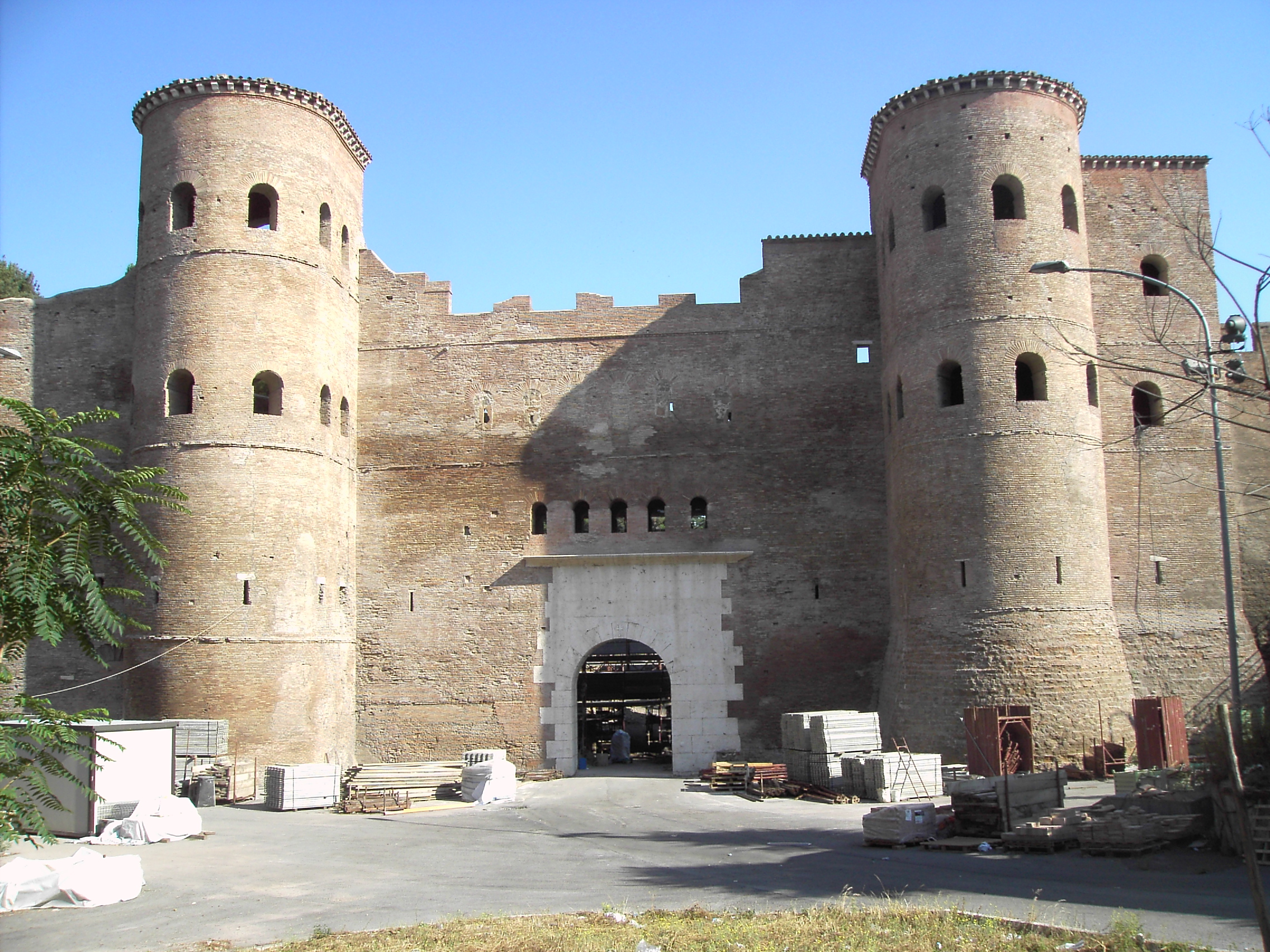
アジナリーア門

アウレリアヌス城壁にある門 (Porte) を北から時計回りに列挙する。
- ポポロ門（フラミニア門） - フラミニア街道の起点
- ピンチャーナ門（英語版）
- サラリア門 - サラリア街道の起点
- ピア門 - 新しいノメンターナ街道の起点
- ノメンターナ門（英語版） - 古いノメンターナ街道の起点
- プラエトリアーナ門（イタリア語版） - プラエトリアニの宿営地カストラ・プラエトリアのための古い門
- ティブルティーナ門 - ティブルティーナ街道の起点
- マッジョーレ門（プラエネスティーナ門） - 3つの水道の合流点であり、プラエネスティーナ街道の起点
- サン・ジョヴァンニ門（英語版） - サン・ジョバンニ・イン・ラテラノ大聖堂が近い。
- アジナリア門 - 古いトゥスコラーナ街道の起点
- メトロニア門
- ラティーナ門 - ラティーナ街道の起点
- サン・セバスティアーノ門（アッピア門）- アッピア街道の起点
- アルデアティーナ門（英語版）
- サン・パオロ門（オスティエンセ門） - ガイウス・ケスティウスのピラミッドが近くにあり、サン・パオロ・フオーリ・レ・ムーラ大聖堂に続いている。オスティエンセ街道の起点

トラステヴェレ地区の門（南から時計回り）:
- ポルテーゼ門（英語版）
- アウレリア・パンクラツィアーナ門 （サン・パンクラツィオ門（英語版））
- セプティミアーナ門（英語版）
- アウレリア＝サンクティ・ペトゥリ門 (Porta Aurelia-Sancti Petri)